# غلام مجتبی پتنگ
غلام مجتبی پتنگ (زاده ۱۳۴۲ - ولایت لوگر) سیاستمدار افغانستانی و وزیر اسبق وزارت امور داخله افغانستان است. وی در کابینه دولت دوم حامد کرزی در سال ۱۳۹۱ به عنوان سرپرست وزرات داخله تعیین شد اما با بروز اختلافات با مجلس نمایندگان در سال ۱۳۹۲ استیضاح و سمتش برکنار شد.

## زندگی‌نامه
غلام مجتبی پتنگ زاده ۱۳۴۲ از ولایت لوگر افغانستان است. وی مدرک لیسانس خود را از آکادمی پلیس کابل گرفت و کار در سمت‌های مختلف وزارت داخله و تدریس در این آکادمی نظامی را شروع کرد.

### فعالیت‌ها
- رئیس ارکان کندک سوم قوماندانی عمومی اوپراتیفی.
- قوماندان/فرمانده کندک لوای کابل - جلال‌آباد.
- مربی بورد مشورتی ریاست عمومی تعلیم و تربیت.[۴]
- قوماندان/فرمانده امنیهٔ ولایت تخار.
- قوماندان/فرمانده زون ساحوی ۳۰۳ پامیر.
- قوماندان/فرمانده عمومی تعلیم و تربیت وزارت امور داخله.
- معاونت محافظت عامهٔ وزارت امور داخله.

## وزارت امور داخله
وی در سنبله/شهریور ماه ۱۳۹۱ به عنوان سرپرست وزارت امور داخله افغانستان تعیین شد اما خیلی زود به دلیل خودداری از رفتن به مجلس نمایندگان روابطش با مجلس بهم خورد و پس از ماه‌ها در ۳۱ سرطان/تیر ۱۳۹۲ پس از شکایت از ضعف در صفوف پولیس نظم عامه و تشدید نا آرامی‌ها در شاهراه‌های افغانستان و بی اعتنایی وی به مجلس از بهانه‌هایی بود که وی را به پارلمان کشاند و با رای عدم اعتماد نمایندگان پارلمان برکنار شد.